# Бет (буква агванского алфавита)
𐔱 (бет, агв. 𐔱𐔴𐔸) — вторая буква агванского алфавита, использовавшегося для записи агванского языка.

## Использование
Буква обозначала звук [b], вопреки её зафиксированному названию. Шанидзе предполагал, что она обозначает [o], хотя и допускал, что название буквы в матенадаранской рукописи ошибочно и она должна обозначать [b]; Муравьёв считал, что она обозначает [oˁ]. Большинство других исследователей сошлись на том, что буква обозначает [b], хотя подтвердить это удалось лишь после расшифровки Синайского палимпсеста.
В агванской системе алфавитной записи чисел обозначала 2; использование данной буквы в числовом значении подтверждает правильность её расположения в алфавите матенадаранской рукописи. По мнению Гипперта и Тарумяна, соответствует армянской бен (Բ), грузинской бани (Ⴁ) и греческой бете (Β).

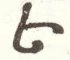
Внешний вид буквы в матенадаранской рукописи МС 7117
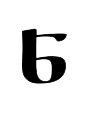
Внешний вид буквы в Синайском палимпсесте
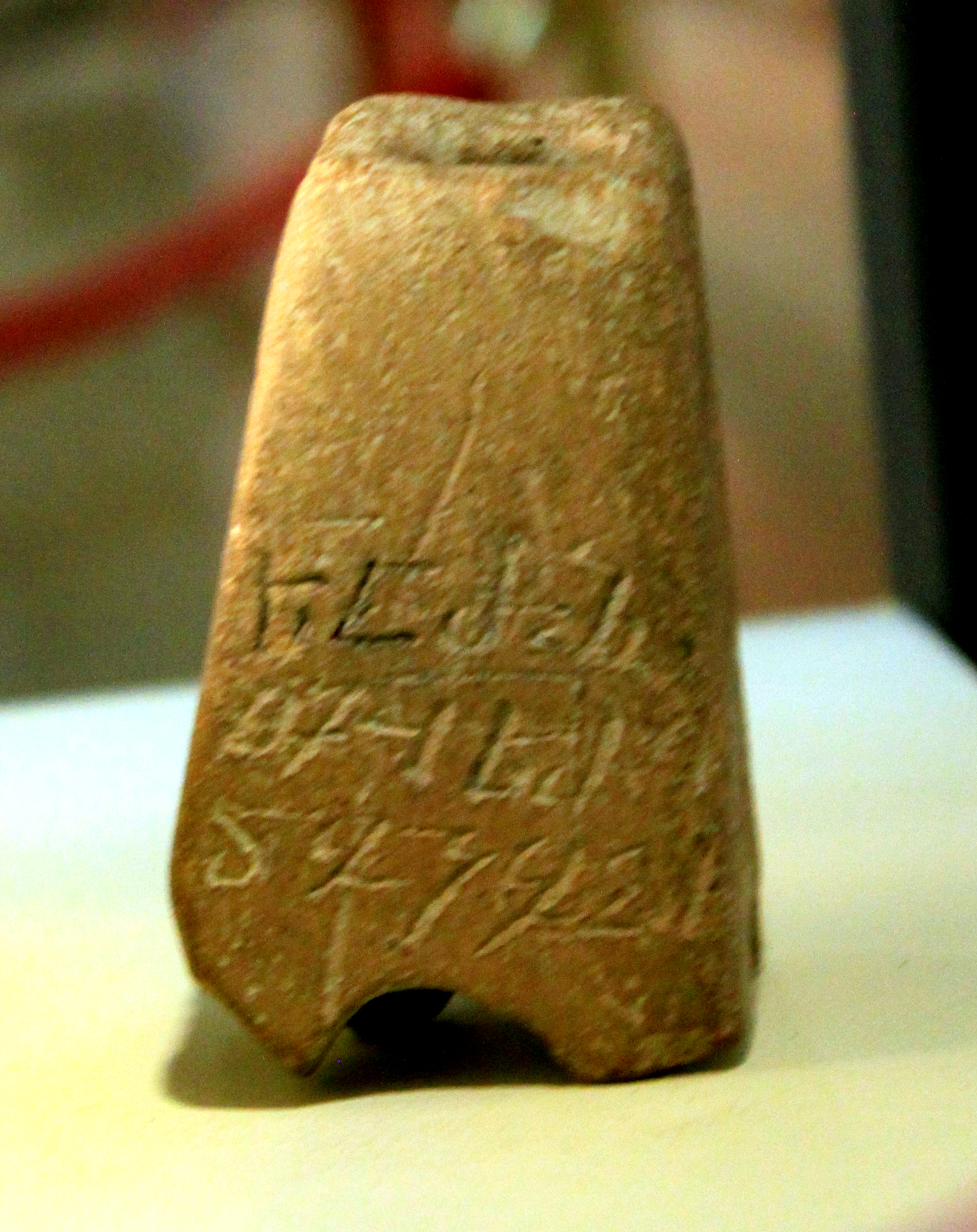
Фрагмент подсвечника с албанскими надписями из Мингечевира; первая буква в надписи — 𐔱

## Происхождение
Лолуа отмечал, что форма буквы схожа с отражённой по вертикали армянской буквой бен (Բ). По мнению Тарумяна, данная буква и её армянский аналог происходят от курсивной финикийской бет (‏𐤁‏‎).

## Название
Название буквы в армянской транскрипции, приведённое в матенадаранской рукописи МС 7117, читается как арм. Ոդեթ (odetʿ). Его ошибочность была впервые предположена Шанидзе, впоследствии большинство исследователей согласились с ней. Гукасян и Гипперт реконструировали изначальное название как bet (бет), Абрамян — как bdetʿ (арм. Բդեթ) или betʿ (арм. Բեթ).
Шанидзе предполагал, что название албанской буквы «Б» может быть отражено в грузинской поговорке груз. ერტი ალთას და მეორე ბალთას (erti alt̕as da meore balt̕as), обозначающем несогласованность мнений и действий, которое в таком случае можно перевести как «кто а, а кто б»; из такой трактовки также следовало бы, что это выражение заимствовано у албан. Таким образом, буква должна была называться балт (ბალთ); впрочем, Шанидзе считал, что это предположение может быть верно лишь в том случае, если албанская буква «Б» была пропущена переписчиком матенадаранской рукописи. Более вероятной ему казалась версия, что буква «Б» была не пропущена, а неправильно названа (в частности, именно на вторую букву алфавита пало его подозрение), которая в итоге подтвердилась.

## Кодировка
Буква была закодирована в блоке Юникода «Агванское письмо» (англ. Caucasian Albanian) в версии 7.0, вышедшей 16 июня 2014 года, под кодом U+10531.